# 岐阜東照宮
岐阜東照宮（ぎふとうしょうぐう）は、岐阜県岐阜市にある徳川家康を祀る神社。

## 概要
江戸時代、岐阜奉行所内に創祀された「東照宮」で、現在は岐阜県岐阜市内の伊奈波神社境内の山に鎮座する社。全国東照宮連合会登録・第50番目東照宮。

## 歴史

### 創祀
江戸時代、岐阜奉行所（現在地・岐阜県岐阜市新桜町）に、徳川家康が発給した『伝馬朱印状』と、美濃国奉行であった大久保長安が発給した『五箇条法度』が保管されており、やがてこれらを「貴重なものである」として、保管場所の御朱印蔵に神棚を設け、上記を御神体とし徳川家康の神霊を祀ったのが始まりとされ、以降、葵の御紋入りの酒壷や唐櫃が奉納されて、神廟としての形式が整えられた。こうして、「岐阜東照宮」と称せられるに至り、歴代尾張徳川藩主をはじめ、岐阜の町民たちもこれを200年以上にわたり崇敬してきたが、明治維新後、岐阜奉行所が廃止されたことに伴い、岐阜市役所内に遷座し祀られることになった。

### 遷座・社殿創建
明治維新後は、岐阜市役所内で祀られていたが、役所内では場所の確保や諸々、充分な神事が行いづらい点などから、徳川家康の徳澤を追想し、祭祀の断絶を憂いた市民有志が発起して、岐阜市内の伊奈波神社境内（愛宕山）に新しく社殿を造営し遷座。この時、旧尾張藩主は社殿創建を奉祝し記念として、徳川家康着用の裃を奉納した。この裃は、上記の二品に加えて神宝とされた。

### 焼失
1891年（明治24年）に発生した、濃尾地震により、社殿もろとも神宝を3品とも焼失。そのため、江戸時代から伝わる品を総て失ったが、徳川家康が発給した『伝馬朱印状』に関しては、焼失前に透き写し（トレース）をした複製が現存していた為、これら神宝の依代とした。岐阜東照宮は社殿焼失により、その後、伊奈波神社本殿近くに位置する場所に、四社合殿（須佐之男神社、天満神社、和歌三神社、東照宮）の形式で奉祀されることとなる。

### 社殿再建
2017年（平成29年）、岐阜板垣会会長・澤田榮作が、「戊辰戦争の際に板垣退助が日光東照宮を戦禍から守った」という故事に感銘を受け、岐阜東照宮の社殿再建を発願。
と呼び掛け「岐阜東照宮奉賛会」を創立。同奉賛会は、毎年6月1日に例祭を挙行し、浄財（6千万円余り）を集めて、社殿再建事業に取り組む（総工費5千万円）。2019年（令和元年）、伊奈波神社境内の山の斜面一部を造成して再建工事を着工。2019年（令和元年）10月19日、社殿再建の発起人である岐阜東照宮奉賛会会長・澤田榮作の逝去により、白橋国弘が会長に就任。再建事業を継続するが、澤田の急逝と、新型コロナウイルスの蔓延などにより、当初の社殿完成予定であった2020年（令和2年）11月より、半年余遅れての社殿完成となった。2021年（令和3年）6月1日、水戸徳川家第15代当主・徳川斉正、久能山東照宮宮司・落合偉洲らを来賓に招き、社殿再建完了式典が挙行された。

## 社殿

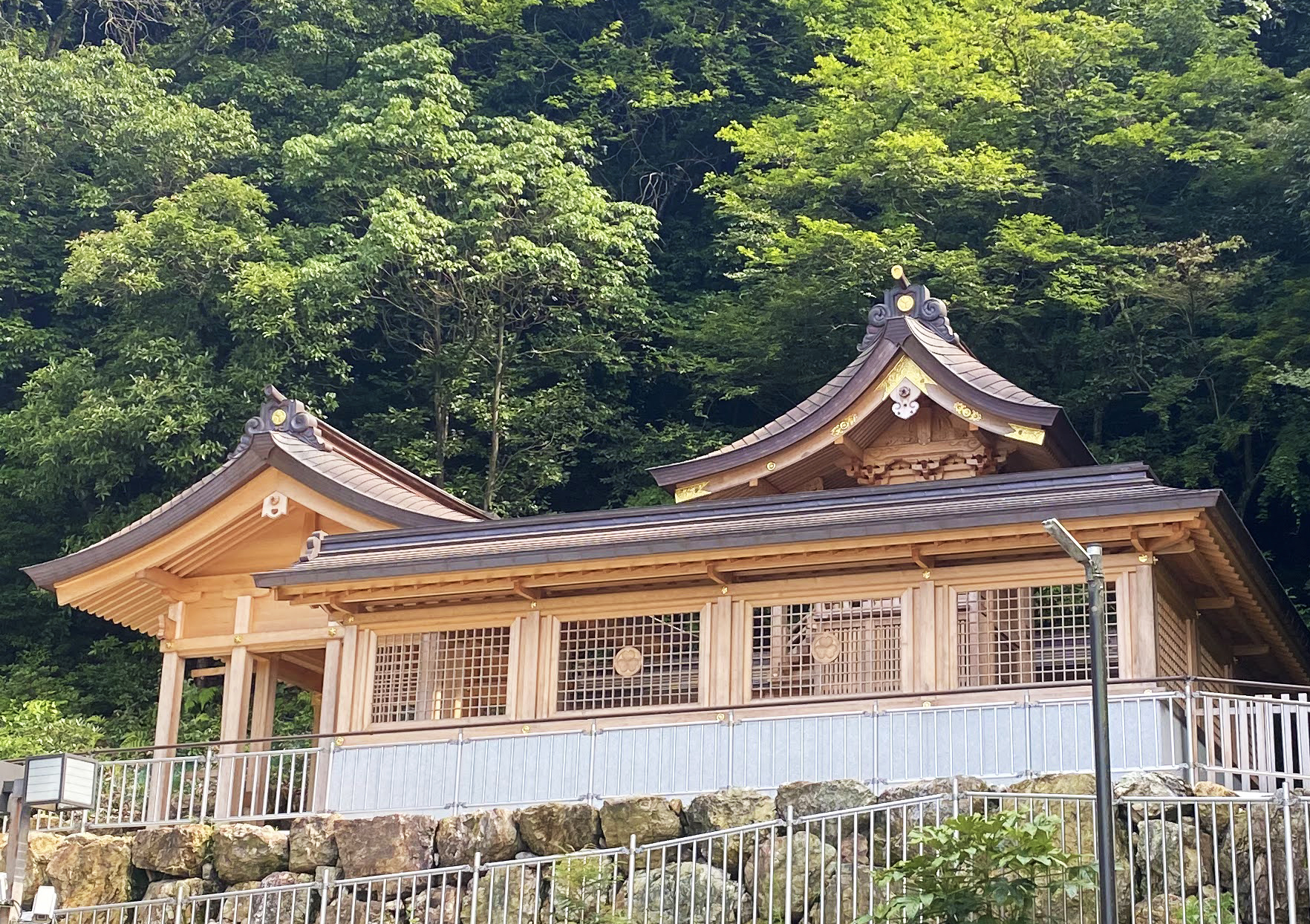
社殿の再建された岐阜東照宮

### 木材
樹齢300年以上の総檜材（白木）造。総工費5千万円。

### 装飾彫刻
司馬温公の甕割り - 拝殿の蟇股部分。司馬温公が少年時代、友人たちと大きな甕の上で遊んでいると、一人が誤って甕の中に落ちて溺れそうになった。親に助けを求める猶予もなく司馬温公は咄嗟に甕を割って友人を助けた。その後、司馬温公は甕を割ってしまったことを、親に正直に告白し事の経緯を説明した。親は「甕は高価なものだが、お金を出したら買える。人の命は失ったら帰らない。良く甕を割って友人の助けた」と言って褒めたとの故事を表した彫刻で、命の大切さを伝えるものである。

### 社域
伊奈波神社境内、乃木希典揮毫の日露戦争忠魂碑後方の山稜高台、面積約80平方メートル。